# Сэй, Мэри

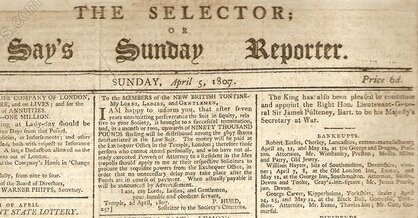
«Say’s Sunday Reporter» или «The Selector» в 1807 году

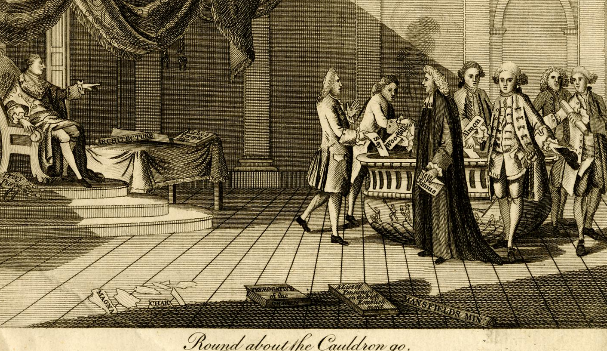
Анонимная сатира на печатное издание её мужа, датируемое 1770 г.

Мэри Сэй (англ. Mary Say, не ранее 1739 — 9 февраля 1832, Дартфорд, Кент) — британская типограф и издатель газет. С 1775 года после смерти её мужа Чарльза Грина Сэя она отвечала за три издания. The Gazatteer был ежедневным изданием, и Сэй несколько раз подвергалась наказаниям за клевету.

## Биография
Сэй, возможно, родилась в Лондоне или Сомерсете, подробности неизвестны. Когда ей было около тридцати, она выходит замуж за издателя Чарльза Грина Сэя (англ. Charles Green Say). Свадьба состоялась 9 ноября 1769 года на улице Сент-Джордж-Ботольф-лейн (которая не сохранилась, так как находилась совсем недалеко от начала Великого лондонского пожара). Церковь находилась на Ботоф-лейн, улице, откуда она, по её словам, родом.
Три газеты печатались в типографии «Gazetteer» по адресу Аве Мария-Лейн, 10 и 11, и после смерти её мужа в июле 1775 года она стала полностью отвечать за выпуск газет. Её муж был хорошо известен тем, что публиковал клеветнические статьи против правительства — анонимная печать высмеивает его допрос королём. 
Сэй проявляла особый интерес к своей ежедневной газете «The Gazatteer». Двумя другими изданиями были General Evening Post, выходивший дважды в неделю, и The Craftsman, также известный как Say’s Weekly Journal, который начал издаваться в 1758 году. Газета выходила каждую субботу. Сэй, судя по всему, была смелым издателем, поскольку её несколько раз преследовали в судебном порядке. В 1778 году она была оштрафована за клевету на конституцию, а в 1781 году она оклеветала российского посла Иоанна Маттиаса (Ивана Матвеевича) фон Симолина. Её снова оштрафовали и приговорили к шести месяцам тюрьмы. В 1788 году её публикации о Питте Младшем обсуждались в парламенте, и было принято решение привлечь её к ответственности.
В 1787 году она вышла замуж за Эдварда Винта (англ. Edward Vint), но сохранила фамилию Мэри Сэй. В 1799 году она запустила еженедельную газету Say’s Sunday Reporter или The Selector. Она выходила до 1808 года. Say’s Weekly Journal прекратил своё существование в 1810 году, когда она, по-видимому, отошла от дел. 
Сэй умерла в Дартфорде в 1832 году.